# Peștișani
Peștișani – wieś w Rumunii, w okręgu Gorj, w gminie Peștișani. W 2011 roku liczyła 1102 mieszkańców.